# Omar
Omar eller Umar (arabiska: عمر) är ett mansnamn av arabiskt ursprung, med betydelsen förstfödd, lärjunge eller berömd. Namnet är även ett traditionellt mansnamn i Island, med stavningen Ómar. 

## Kända Omar
- Mohamed Omar, poet
- Mulla Omar
- Omar Khayyam, persisk poet och vetenskapsman
- Omar Sharif
- Umar ibn al-Khattab Islamiska imperiets andre Kalif
- Omar Mustafa,ordförande för Islamiska förbundet i Sverige (IFiS).
- Omar Rudberg, musiker
- Omar Bradley, amerikansk general
- Omar Alshogre, människorättsaktivist

### Fiktiva Omar
- Herr Omar i Ture Sventon